# Radosław Gilewicz
Radosław Gilewicz (ur. 8 maja 1971 w Chełmie Śląskim) – były polski piłkarz występujący na pozycji napastnika, reprezentant kraju, a następnie komentator sportowy i ekspert piłkarski (w Orange Sport, nSport, Eurosporcie, TVP Sport). Od 2021 r. w redakcji Viaplay Polska pełni rolę eksperta w studiu Bundesligi oraz jest jednym z komentatorów lig niemieckich i pucharów europejskich.
21 czerwca 2009 na Stadionie Miejskim w Tychach odbył się jego mecz pożegnalny.
Jego syn Konrad (ur. 1992) również był piłkarzem, grającym w juniorskich, młodzieżowych i amatorskich drużynach w Austrii, Polsce oraz Słowacji.

## Reprezentacja Polski
| l.p. | Data                 | Miejsce              | Przeciwnik | Wynik | Rozgrywki   | Grał   | Uwagi |
| ---- | -------------------- | -------------------- | ---------- | ----- | ----------- | ------ | ----- |
| 1.   | 22 maja 1997         | Solna, Szwecja       | Szwecja    | 2:2   | towarzyski  | 90'    |       |
| 2.   | 11 października 1997 | Tbilisi, Gruzja      | Gruzja     | 0:3   | el. MŚ 1998 | do 73' |       |
| 3.   | 8 września 1999      | Warszawa, Polska     | Anglia     | 0:0   | el. ME 2000 | do 63' |       |
| 4.   | 26 stycznia 2000     | Kartagena, Hiszpania | Hiszpania  | 0:3   | towarzyski  | do 75' |       |
| 5.   | 29 marca 2000        | Debreczyn, Węgry     | Węgry      | 0:0   | towarzyski  | 90'    |       |
| 6.   | 26 kwietnia 2000     | Poznań, Polska       | Finlandia  | 0:0   | towarzyski  | od 46' |       |
| 7.   | 4 czerwca 2000       | Lozanna, Szwajcaria  | Holandia   | 1:3   | towarzyski  | od 46' |       |
| 8.   | 2 września 2000      | Kijów, Ukraina       | Ukraina    | 3:1   | el. MŚ 2002 | od 69' |       |
| 9.   | 11 października 2000 | Warszawa, Polska     | Walia      | 0:0   | el. MŚ 2002 | do 55' |       |
| 10.  | 5 września 2001      | Mińsk, Białoruś      | Białoruś   | 1:4   | el. MŚ 2002 | od 62' |       |

## Sukcesy
- 1996/1997 – Puchar Niemiec (VfB Stuttgart)
- 1999/2000 – Mistrzostwo Austrii (FC Tirol Innsbruck)
- 2000 – piłkarz roku w Austrii
- 2000/2001 – król strzelców w Austrii (FC Tirol Innsbruck)
- 2000/2001 – Mistrzostwo Austrii (FC Tirol Innsbruck)
- 2001/2002 – Mistrzostwo Austrii (FC Tirol Innsbruck)
- 2002/2003 – Puchar Austrii (Austria Wiedeń)
- 2002/2003 – Mistrzostwo Austrii (Austria Wiedeń)
- 2004/2005 – Mistrzostwo Austrii (Austria Wiedeń)